# Pachygnatha brevis
Pachygnatha brevis är en spindelart som beskrevs av Eugen von Keyserling 1884. Pachygnatha brevis ingår i släktet Pachygnatha och familjen käkspindlar. Inga underarter finns listade i Catalogue of Life.